# Ermita de San Antonio de la Florida

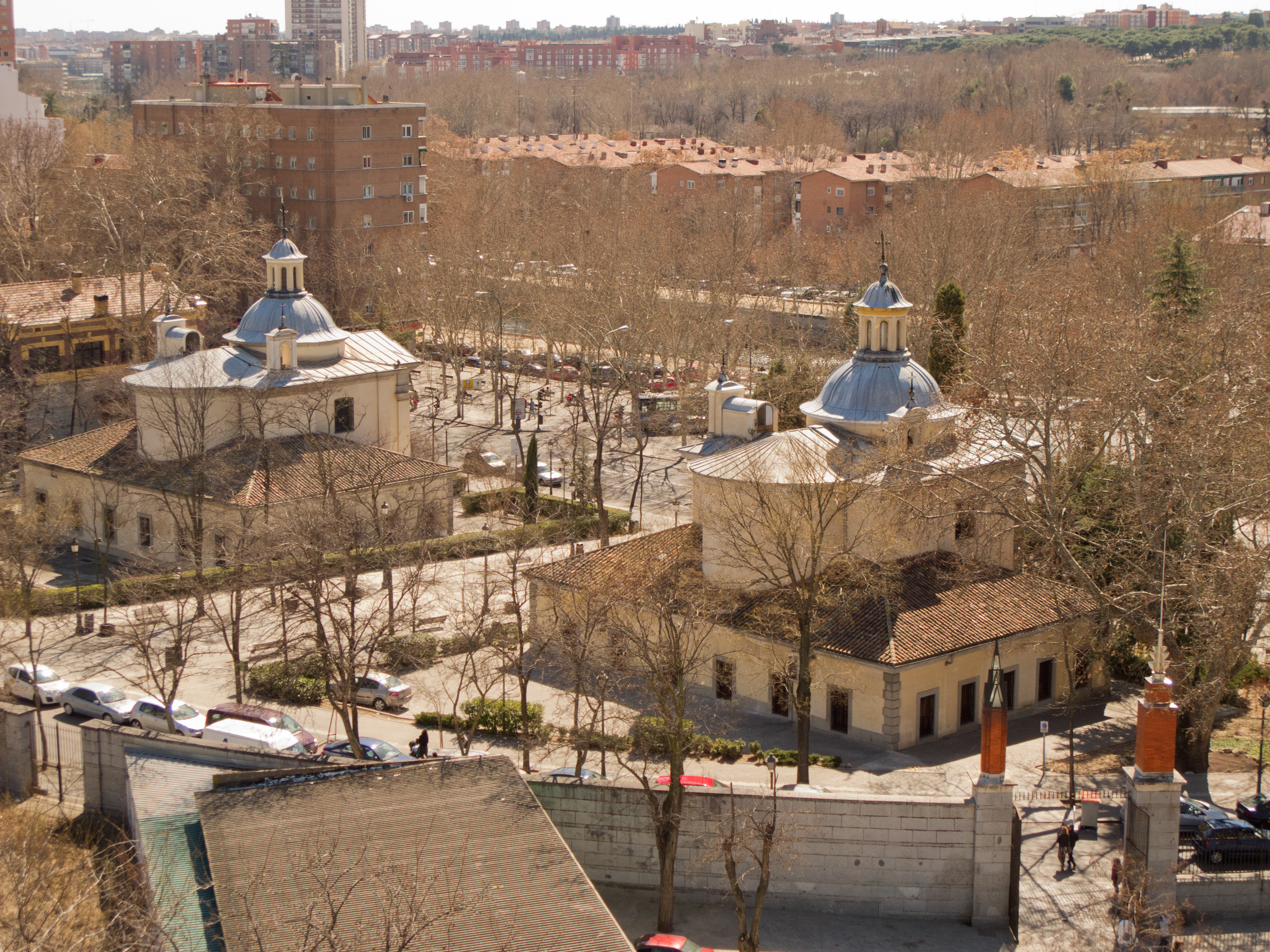
Vista aérea das duas capelas gêmeas, a partir do Teleférico de Madrid

A Ermita de San Antonio de la Florida, também conhecido como Real Ermita de San Antonio de la Florida, é um eremitério localizado na praça de mesmo nome, em Madrid, Espanha, e considerado como o único sobrevivente dos três santuários dedicados a Santo Antônio de Pádua antes existentes na região de Madrid. Está localizado no distrito de Moncloa-Aravaca. Ela foi a terceira capela a ser construída neste mesmo local, tendo sido considerada como um monumento histórico em 1905.
Em 1928 uma capela idêntica foi construída ao lado do original, a fim de permitir que a original fosse convertida num museu. São duas capelas similares que desde 1929 tem se especializado em duas áreas: museu e local de culto. Uma delas oferece ao público as decoração murais da obra de Francisco de Goya. Esta, além de ser um museu é também o panteão do pintor, uma vez que em 1919, os restos mortais de Goya foram transferidos para o local, vindos de Bordeaux , onde morrera em 1828. A outra capela é usada apenas para culto religioso.
Em cada 13 de junho, a capela torna-se o local de uma peregrinação animada, quando jovens mulheres solteiras vão rezar para Santo Antônio e pedir por um parceiro amoroso.

## História
A capela atual foi construída nas imediações onde duas capelas anteriores haviam sido construídas a partir da década de 1730, e estava originalmente localizada nas terras de uma fazenda chamada La Florida, daí o seu nome atual . Ao longo do século XVIII, as reformas urbanas na área levaram à demolição das capelas precedentes. Assim, a igreja primitiva, Churriguera, foi substituída por outra, Sabatini, e esta, por sua vez, por uma terceira, dita Fontana, que seria a definitiva. A atual e definitiva estrutura foi construída por Felipe Fontana em 1792-1798 sob as ordens do rei Carlos IV, que também encomendou os afrescos de Goya e de seu assistente Asensio Juliá. 

### A Primeira Capela - Churiguera
A primeira igreja do local, chamada de Churiguera, foi a primeira capela dedicada a Santo António a existir na área, erguida em 1720, e consistia de uma simples capela de planta hexagonal construída em tijolo. Em virtude dos planos de requalificação urbana da nova Casa de Bourbon, esta primeira capela foi demolida em 1768 (apenas meio século depois que foi construída), devido à abertura da estrada para Castela. Em seu interior adorava-se a imagem de Santo Antonio, esculpida pelo escultor espanhol Juan de Villanueva e Barbales (pai do arquiteto Juan de Villanueva). 

### A Segunda Capela - Sabatini
Pouco depois de ser coroado rei, Carlos III ordenou a demolição da Churriguera, e a construção de uma nova capela em 1768. A comissão é chefiada por Francesco Sabatini, por isso será chamada de a Ermida de Sabatini . Esta nova capela foi abaixo apenas 22 anos depois de ter sido erguida, por ordem de seu sucessor real Carlos IV. A ermida de Sabatini foi deslocada um pouco mais para longe da cidade do que sua antecessora Churriguera. Tudo fazia parte de um plano de requalificação urbana da área para permitir o alargamento de uma das principais saídas de Madrid, prolongando-se assim os eixos rodoviários do Paseo de la Virgen del Puerto. Um primeiro trabalho foi iniciado com a canalização do Rio Manzanares e a remodelação de algumas das suas pontes. A ermida de Sabatini foi desmantelada no ano de 1792 durante uma posterior requalificação urbana da área.

### A Terceira Capela - Fontana

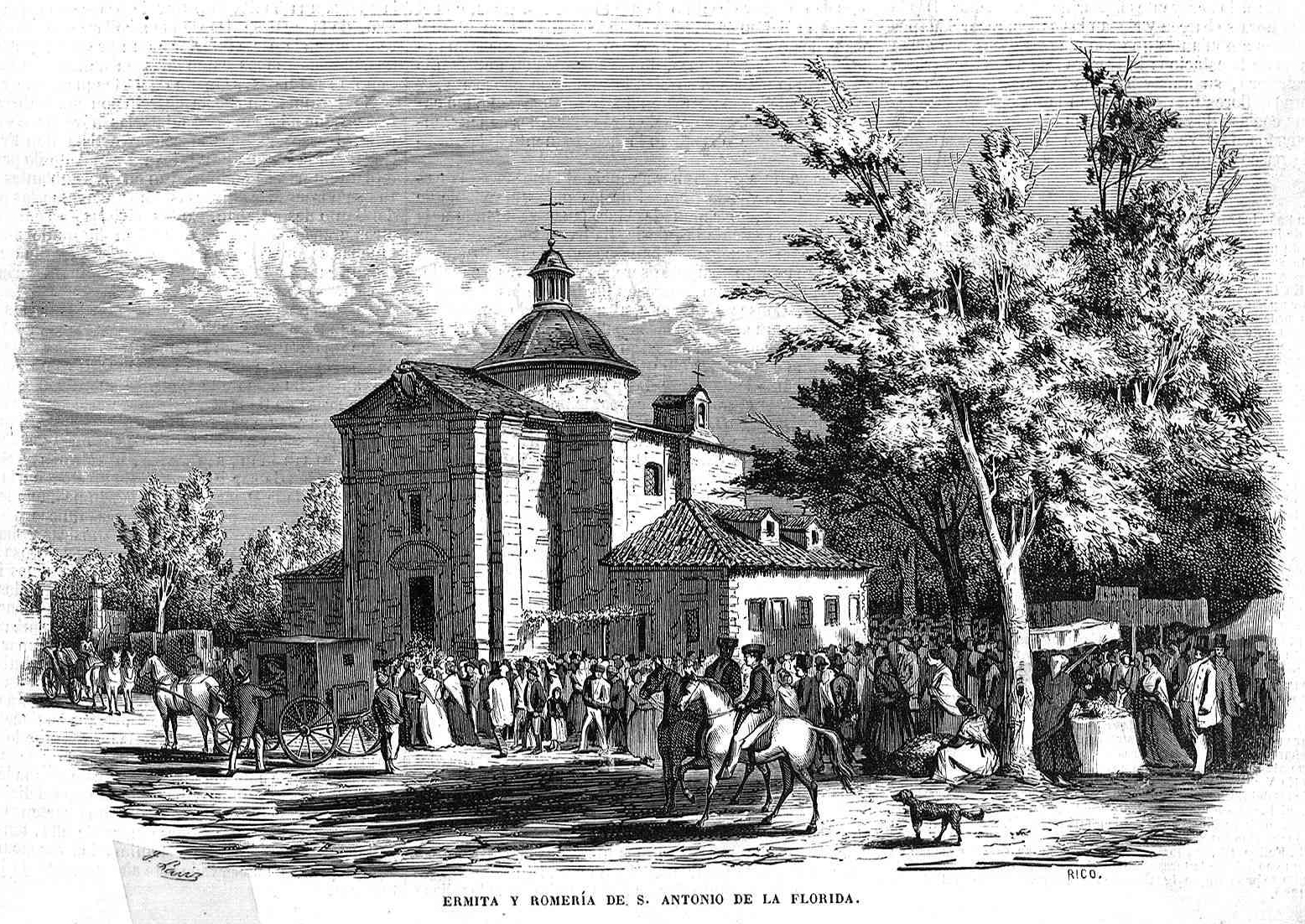
Aspecto da Ermita em 1857

Carlos IV adquire o Palácio de la Florida, localizado nas imediações, de propriedade do Marquês de Castel Rodrigo, para construir em suas terras um verdadeiro oásis de prazer em forma de fazenda. As obras da posse real da Florida começaram imediatamente, entre 1792 e 1798, período que abrange também a demolição do santuário de Sabatini, para serem construídos em seu lugar os novos estábulos do palácio de Florida. Charles IV encomendou ao arquiteto italiano Filippo Fontana o projeto de uma nova capela. Em 1792, o próprio rei lançou a primeira pedra da capela, incluindo no evento uma cápsula do tempo contendo moedas de ouro com sua efígie. O trabalho foi concluído em 1798. Do Palácio de Florida não se manteve qualquer resquício, pois foi destruído no século XIX, em virtude da construção da nova estação ferroviária do Norte de Madrid (atual estação Príncipe Pio). Foi neste ponto que a capela passou a ser nomeada de San Antonio de la Florida. Dentro do prédio Francisco de Goya pintou alguns afrescos em que representou um dos mais famosos milagres do santo. 

## As Capelas Gêmeas
A capela foi convertida em uma paróquia em 1881. Esta mudança prejudica o microclima dos afrescos de Goya, devido à fumaça das velas. A capela foi declarada monumento nacional em 1905. Em 1919, os restos mortais de Goya foram movidos do Sacramental de San Isidro para a capela. A preocupação com o estado de conservação dos afrescos de Goya fez o arquiteto responsável Juan Moya Idígoras se encarregar da construção de uma nova capela idêntica que começou a erguer em 1925. Esta nova capela, gêmea da anterior, é dedicada exclusivamente a serviços religiosos. 
As duas capelas sofreram pilhagem e saques nos momentos anteriores à eclosão da Guerra Civil Espanhola. Havia peças valiosas que desapareceram de seus interiores. A posição das duas capelas fez com que estivessem, durante as batalhas pela captura de Madrid, nas imediações de intensa movimentação do front universitário. No entanto, eles não sofreram dano excessivo causado pela artilharia. Os afrescos de Goya na nova capela foram afetados na cúpula, assim como a entrada do edifício, devido a estilhaços dos tiros de metralhadoras nas proximidades.

## Afrescos de Goya

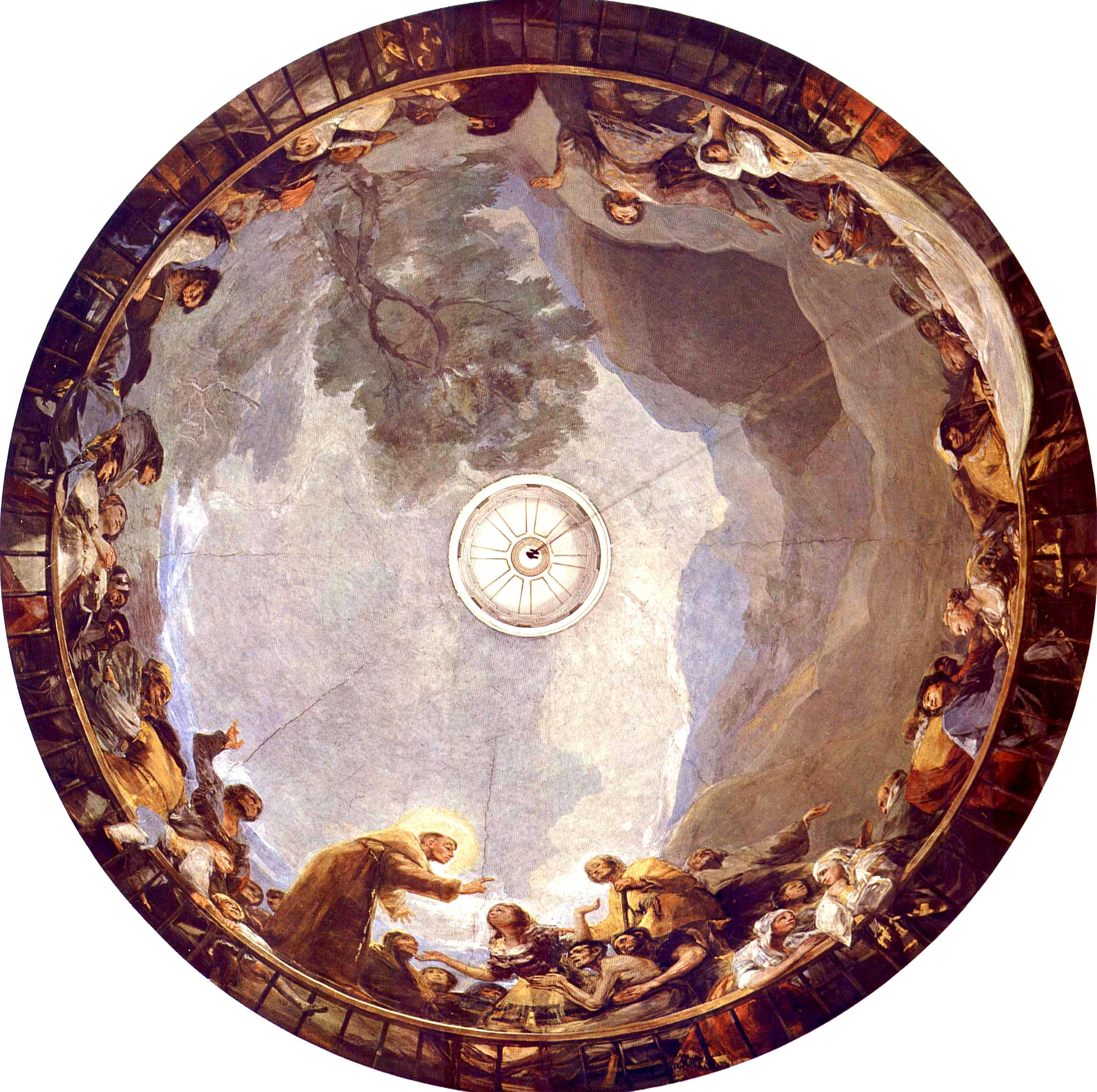
Aspecto do afresco pintado por goya, que dá à ermita o apelido de Capela Sistina de Madrid

A  sobriedade da arquitetura neoclássica, tanto interior como exterior, cede o protagonismo da capela às pinturas em afresco de Goya. A parte dos afrescos que mais atraem a atenção dos visitantes são as pinturas da cúpula de 6 metros de diâmetro, onde se encontra representado um dos milagres mais conhecidos de Santo Antônio de Pádua: segundo a tradição, o pai do santo havia sido acusado de um crime. Sendo assim, o santo foi transportado por anjos até Lisboa, sua cidade natal. Ali faz com que um defunto responda as perguntas de um juiz, e assim confirmasse a inocência de seu pai.
Quando Goya completou a pintura da cúpula, que foi realizada em 6 meses do ano de 1798, contava com 52 anos, e encontrava-se no auge de suas capacidades artísticas. Ele era o pintor real e o artista predileto da sociedade madrilenha de então. Goya usou uma nova forma em sua arte, com uma técnica avançada, aplicando pinceladas soltas e vigorosas, com manchas de luz e cores de contrastes fortes, numa espécie de pré-candidatura impressionista, que fez desta obra o ápice de sua pintura mural. Muitas vezes, é popularmente conhecida como a "Capela Sistina de Madrid".
Nesta pintura, Goya subverteu a tradição barroca, e ousou ao representar um episódio terreno no alto do templo, em uma época em que o habitual era retratar os episódios terrenos nas zonas inferiores dos templos, enquanto os eventos etéreos eram representados no alto das igrejas. No afresco, uma multidão assiste ao milagre, e nem o tempo, nem o local da representação correspondem ao relato tradicional. Goya transpõe o milagre para um cenário contemporâneo, isto é, a Madrid do século XVIII, retratando-o ao ar livre. Os personagens da cena eram semelhantes aos madrilenhos que frequentavam a ermita. Porém, a veia fantasmagórica de Goya se faz notar através da representação de algumas figuras sinistras na cena, de significado ainda obscuro. Especula-se que a figura misteriosa de perfil, vestido com um manto negro é uma auto-representação do próprio pintor.